# Ascorhynchus meteor
Ascorhynchus meteor is een zeespin uit de familie Ascorhynchidae. De soort behoort tot het geslacht Ascorhynchus. Ascorhynchus meteor werd in 1989 voor het eerst wetenschappelijk beschreven door Muller. 